# محمد ساعد مراغه‌ای
محمدساعد مراغه‌ای (۸ اردیبهشت ۱۲۶۰ – ۱۰ آبان ۱۳۵۲) ملقب به ساعدالوزراء سیاستمدار ایرانی و دو دوره نخست‌وزیر ایران در زمان پادشاهی محمدرضا پهلوی بود.

## تحصیلات
محمد ساعد مراغه‌ای، فرزند شیخ احمد قاضی‌زاده، در ۱۲۵۹ خورشیدی در تفلیس زاده شد. در کودکی به همراه پدرش در قفقاز به‌سر برد. تحصیلات ابتدایی و متوسطه را در مراغه و قفقاز به انجام رسانید. در سن پترزبورگ به ادامهٔ تحصیل پرداخت و سپس عازم سوئیس شد و در دانشگاه لوزان به تحصیل پرداخت. وی در کنار فارسی به زبان‌های ترکی، عربی، روسی، آلمانی و فرانسوی آشنایی کامل داشت.
روایت مظفر بقائی: وی می‌گوید ساعد الملک به سفیری ایران در تفلیس در عهد ناصری (حدود ۱۸۶۵) منسوب شده آشپزباشی خود صمد آقا را به همراه خود می‌برد که محمد فرزند این صمد آقا نیز همراه می‌شود و در تفلیس تحصیل می‌کند. بعدها پرنس ارفع جای ساعدالملک را می‌گیرد و محمد نیز از لقب ساعد استفاده می‌کند. زمانی که پرنس ارفع به استانبول منتقل می‌شود محمد ساعد را با خود می‌برد که بعدها جانشین پرنس ارفع می‌شود.

## آغاز کار
بعد از بازگشت به ایران وارد خدمت در وزارت امور خارجه شد. تا سال ۱۳۰۰ در شهرهای مختلف قفقاز با سمت کارمند و نایب کنسول و کنسول مشغول خدمت بود و پس از آن به‌عنوان کنسول ایران در آنکارا مأمور شد. مأموریت ساعد در ترکیه یازده سال به طول انجامید و غالباً مستشار یا کاردار سفارت بود.
محمد ساعد در سال ۱۳۱۱ به ایران بازگشت و با سمت والی به آذربایجان رفت. نزدیک به دو سال در این سمت بود. پس از آن در سمت‌های مختلف در وزارت خارجه خدمت کرد. در ۱۳۱۶ با سمت وزیر مختاری ایران به ایتالیا رفت، و در فروردین ۱۳۱۷ سفیر کبیر ایران در شوروی شد و تا اسفند ۱۳۲۰ در آنجا ماند.
در شهریور ۱۳۲۰ هنگام اشغال ایران به دست نیروهای شوروی و انگلیس، ساعد در مسکو بود و در شب ۳ شهریور ۱۳۲۰ مولوتف وزیر خارجه شوروی او را احضار کرد و حملهٔ قوای کشور خود را به ایران به اطلاع او رساند. در ۱ بهمن ۱۳۲۰ در تهران اعلام شد که محمد ساعد سفیر ایران در اتحاد جماهیر شوروی به محل مأموریت خود بازگشت و سال‌ها بعد معلوم شد که ساعد در انعقاد پیمان سه‌گانه که در زمستان ۱۳۲۰ در تهران به تصویب مجلس رسید نقش عمده‌ای داشته و با همکاری سفرای انگلیس، آمریکا و مولوتف، زمینه آن در مسکو فراهم آمده بوده‌است.

## وزارت
در ۱۳۲۱ سهیلی او را برای عضویت کابینهٔ خود دعوت کرد. ساعد به تهران رفت و عهده‌دار وزارت امور خارجه شد. در کابینهٔ قوام‌السلطنه، ساعد همچنان وزیر خارجه بود و در نخست‌وزیری دورهٔ دوم سهیلی نیز وزارت خارجه را بر عهده داشت. از رویدادهای مهم دوران وزارت خارجهٔ او ورود سران سه کشور بزرگ به تهران و برگزاری کنفرانس تهران بود. در اسفند ۱۳۲۲ نخست‌وزیر ایران شد.

## نخست‌وزیری
پس از گشایش دورهٔ چهاردهم مجلس شورای ملی، ساعد به‌مناسبت نقش عمده‌ای که در سمت وزارت امور خارجه در مدت دو سال پیاپی داشت و با توجه به این که سال‌ها در شوروی در مأموریت‌هایی کار کرده بود و بهتر می‌توانست با آن کشور کنار بیاید، مورد تمایل نمایندگان قرار گرفت و در ۸ فروردین ۱۳۲۳ کابینه خود را به مجلس معرفی کرد. او در طی هشت ماه نخست‌وزیری دو بار کابینه خود را ترمیم کرد و در هر سه کابینه سمت وزارت خارجه را خود برعهده داشت.
در بهار ۱۳۲۳ که کارگران در اصفهان شورش و اعتصاب کردند، او رضا افشار را استاندار اصفهان کرد که توانست شورش را فرو بخواباند اما انتصاب او به استانداری، در مجلس سر و صدای به پا کرد و غلامعلی فریور نماینده تهران، ساعد و و وزیر کشورش عبدالحسین هژیر را به استیضاح کشید که فردی را استاندار کرده‌اند که به حکم دیوان عالی کشور، محکوم به انفصال ابدی از خدمات دولتی است.
در جلسه استیضاح، احمد شریعت‌زاده از نمایندگان حقوقدان مجلس و اسدالله ممقانی وزیر دادگستری در مقام دفاع برآمدند. شریعت‌زاده استدلال کرد که چون افشار مجازات زندان را متحمل شده که مجازات شدیدتر است، انفصال دائم از خدمات دولتی که مجازات سبک‌تر است، خود به خود رفع می‌شود. ممقانی نیز استدلال کرد که با گذشت زمان، از افشار اعاده حیثیت شده‌ است. ساعد نیز در دفاع از خود گفت که بر اساس همین استدلال‌ها عمل کرده و ناچار بوده هر چه زودتر برای خواباندن بحران در اصفهان تصمیمی بگیرد و افشار را به درخواست افراد بانفوذ در اصفهان تعیین کرده و او نیز توانسته‌ است، در آنجا موفق عمل کند.
جلسه استیضاح افشار در مجلس جنجالی شد و هنگام رأی اعتماد به دولت عده‌ای از نمایندگان از جلسه خارج شدند و نشست را از رسمیت انداختند. رأی‌گیری به جلسه بعد موکول شد و سرانجام تنها هشت نماینده حزب توده بودند که به دولت ساعد رأی اعتماد ندادند.
از رویدادهای مهم دورهٔ نخست‌وزیری او، رشد حزب توده و فعالیت گستردهٔ آن در شهرهای مختلف بود. در همین دوره از نخست‌وزیری ساعد بود که موضوع نفت شمال و درخواست امتیاز نفت شمال از جانب شوروی پیش آمد. در ۵ آبان ۱۳۲۳ حزب توده همراه با شورای متحده مرکزی کارگران و تحت حمایت سربازان شوروی میتینگ سیار در تهران تشکیل داد و تظاهرات گسترده‌ای علیه دولت ساعد در موضوع نفت در خیابان‌های پایتخت به راه انداخت.
در مقاله‌ای در روزنامهٔ مردم برای روشنفکران در ۲۳ آبان ۱۳۲۳ احسان طبری مسئلهٔ نفت را تشریح کرد و نوشت: «به همان ترتیب که ما برای انگلستان در ایران منافعی قائلیم و علیه آن صحبت نمی‌کنیم، باید معترف باشیم که دولت شوروی هم از لحاظ امنیت خود در ایران منافع جدی دارد… اگر دولت آقای ساعد واقعاً میهن‌پرست بود این نکات را در نظر می‌گرفت. اگر دولت ساعد و طرفداران ایشان معتقدند که ادامهٔ یک سیاست ضد شوروی در ایران ممکن است دچار خبط بزرگی شده‌اند.» در اواخر آبان ۱۳۲۳ در حالی که روابط شوروی با ایران به‌شدت تیره شده بود، محمد ساعد از نخست‌وزیری کناره‌گیری کرد. در این بین طرح گروهی از نمایندگان مجلس مبنی بر منع مذاکره در بارهٔ اعطای امتیاز نفت به ابتکار محمد مصدق مطرح شد و به تصویب رسید.
ساعد در انتخابات دوره پانزدهم مجلس کاندیدای رضائیه شد و به وکالت از آن شهرستان به مجلس شورای ملی راه یافت. در اواخر آبان ۱۳۲۷ با رأی تمایل مجلس پانزدهم به نخست‌وزیری انتخاب شد. دوران نخست‌وزیری او با گفتگوهای پنهان بر سر مسئله نفت و سوءظن جناح اقلیت مجلس به زد و بند میان دولت و شرکت‌های خارجی برای واگذاری امتیاز نفت شمال همراه بود که به دو استیضاح جداگانه علیه وی از سوی عباس اسکندری و غلامحسین رحیمیان انجامید اما با کسب ۹۳ رأی اعتماد از مجلس موقعیت دولت خود را تثبیت کرد.
همزمان با در جریان بودن استیضاح دولت، ترور نافرجام شاه در ۱۵ بهمن ۱۳۲۷ رخ داد که در پی آن، حزب توده غیرقانونی و تعقیب اعضا و هواداران این حزب و همچنین سایر کنشگران سیاسی و مطبوعات آغاز شد. ساعد لایحه‌ای به قید فوریت به مجلس داد که در صورتی که شهربانی نوشته‌ای را توهین به شاه یا خانواده سلطنتی یا شعائر مقدس ملی و مذهبی یا رؤسای دولت‌های خارجی یا تحریک به قیام و اقدام علیه حکومت یا ایجاد مفسده و آشوب تشخیص می‌داد، می‌توانست بلافاصله آن روزنامه و مدیرمسئول و نویسنده را توقیف کند و دادستان نیز می‌بایست ظرف ۴۸ ساعت پرونده را به دادگاه بفرستد. تا صدور حکم دادگاه، نشریه و بازداشت‌شدگان در توقیف می‌ماندند و محاکمه آنان بدون حضور هیئت منصفه ظرف ساعت پس از رسیدن پرونده و خارج از نوبت باید رسیدگی می‌شد.
در پی ترور نافرجام شاه، دولت ساعد حکومت نظامی اعلام و بلافاصله سید ابوالقاسم کاشانی را دستگیر و ابتدا در قلعه فلک‌الافلاک خرم‌آباد زندانی و سپس به لبنان تبعید کرد. اقدام مهم دیگری که دولت او انجام داد، برگزاری انتخابات مجلس مؤسسان برای تغییر اصولی از قانون اساسی به منظور افزایش اختیارات شاه بود. اقدامات دولت در پی ترور و موضوع تشکیل مجلس مؤسسان و تغییر قانون اساسی، دولت ساعد را بار دیگر با استیضاح روبه‌رو ساخت.
این بار، مظفر بقائی، حسین مکی و ابوالحسن حائری‌زاده دولت ساعد را استیضاح و او را متهم کردند که دستور تشکیل مجلس مؤسسان و تغییر قانون اساسی را از انگلستان گرفته و اینکه دولتش زیر نفوذ حاجعلی رزم‌آرا رئیس ستاد ارتش است. این استیضاح طولانی‌ترین استیضاح در تاریخ قانونگذاری ایران تا آن زمان بود. بقائی به‌تنهایی حدود ده جلسه صحبت کرد اما سرانجام دولت ساعد با رأی موافق نود نماینده از ۹۶ نماینده حاضر در مجلس، رأی اعتماد گرفت.
ساعد در گام بعدی با به تصویب رساندن قانون «تجدیدنظر در سازمان وزارتخانه‌ها و تصفیه کارمندان دولت» در کمیسیون دادگستری مجلس شورای ملی، کارکنان وزارتخانه‌ها و ادارات و شهرداری‌ها و بنگاه‌هایی را که با سرمایه دولت تشکیل شده بودند، به سه گروه الف و ب و ج تقسیم می‌کرد. گروه الف کارمندانی که بودند که وجودشان ضروری بود، گروه ب کارمندانی که وجودشان لازم نبود اما ممکن بود بعداً در «کارهای تولیدی و انتفاعی و فرهنگی» از آن‌ها استفاده شود و گروه ج کارمندانی که شایستگی خدمات دولتی نداشتند و مشمول قانون بازنشستگی هم نبودند.
ارزشیابی کارکنان دولت و تقسیم‌بندی آن‌ها به این سه گروه به هیئتی هفت نفره از اشخاص «بصیر و مورد اعتماد» به انتخاب دولت واگذار شد. انتشار فهرست تقسیم‌بندی کارکنان دولت که نام عده زیادی از رجال و بزرگان و نمایندگان مجلس را در بخش ج در بر می‌گرفت، سر و صدا و جنجال به پا کرد. در مجلس نطق‌ها ایراد و اتهاماتی به اعضاء هیئت زده شد که سجادی نیز بی نصیب از اتهام و بغض و کینه نماند. آن فهرست نیز هیچ‌گاه ملاک کار قرار نگرفت.
زمین‌لرزهٔ شدید در گرگان و مذاکرات به منظور استیفای حقوق ایران از شرکت نفت ایران و انگلیس و تسلیم لایحهٔ قرارداد الحاقی معروف به گس-گلشاییان به مجلس شورای ملی، از دیگر رخدادهای مهم دوران نخست‌وزیری ساعد بود.
انتخابات اولین دورهٔ مجلس سنا و شانزدهمین دورهٔ مجلس شورای ملی در اواخر دورهٔ نخست‌وزیری ساعد برگزار شد. پس از افتتاح مجلسین کابینه تازه‌ای در ۶ اسفند ۱۳۲۸ به مجلس معرفی کرد اما در هر دو مجلس شورای ملی و سنا آماج اعتراض شد و پیش از آنکه برای دولتش رأی اعتماد بگیرد، در فروردین ۱۳۲۹ از نخست‌وزیری کناره گرفت.
پس از استعفا از نخست‌وزیری، شاه در اردیبهشت ۱۳۲۹ برای ساعد فرمان عضویت در مجلس سنا به عنوان سناتور انتصابی آذربایجان غربی صادر کرد و چهار ماه بعد او را با سمت سفیر کبیر به ترکیه فرستاد. در اوایل سال ۱۳۳۱ از کار کنار رفت. در دوره دوم مجلس سنا در اسفند ۱۳۳۲ مجدداً سناتور آذربایجان غربی شد و این مقام را در دوره پنجم نیز احراز کرد. در سال ۱۳۳۶ به‌عنوان سفیر ایران در دربار پاپ به واتیکان رفت.

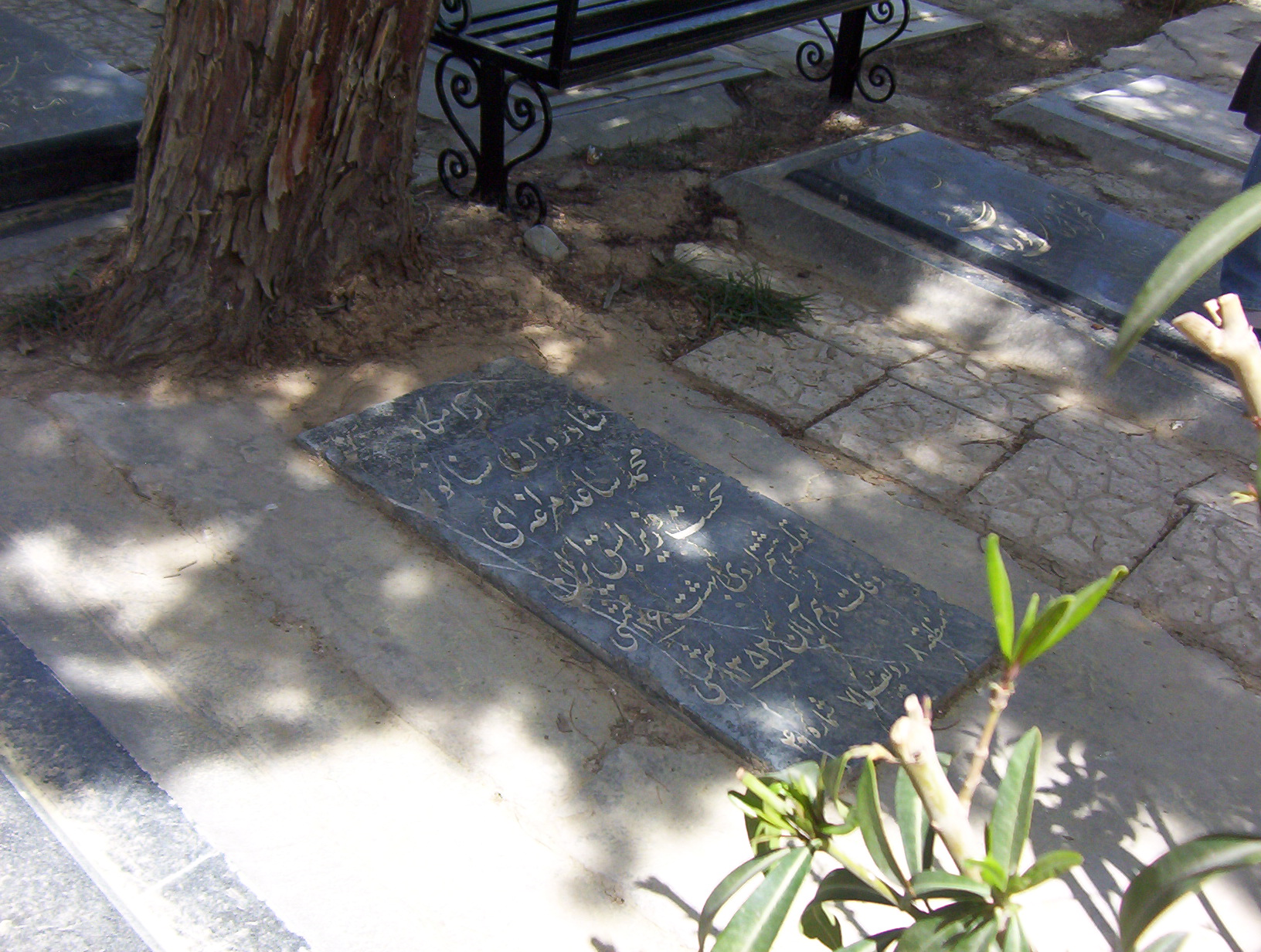
ساعد بنابر وصیت خود در گورستان عمومی و در قبری که تا مدت‌ها ناشناس بود دفن شد.

محمد ساعد مجموعاً دو بار نخست‌وزیر و هشت مرتبه وزیر امور خارجه و یک بار وزیر کشور و چهار مرتبه سفیر کبیر و وزیر مختار و چهار دوره نماینده مجلس سنا و یک دوره وکیل مجلس بوده‌است. دربارهٔ او گفته‌اند که دیپلماتی ورزیده و سیاستمداری عاقل بود، و اگرچه ظاهراً در بین مردم به ساده‌لوحی شهرت داشت، در واقع ذکاوت وی در بین رجال ایران ضرب‌المثل است. به افکار عمومی عقیده داشت و غالباً در دوران نخست‌وزیری خود، وزیرانی انتخابی می‌نمود که در بین مردم وجهه داشتند. به آذربایجان و آذربایجانی علاقه‌مند بود. به زبان‌های روسی و فرانسوی مسلط بود، و ترکی استانبولی را نیز روان صحبت می‌کرد. در اجرای قانون سخت‌گیر و استوار و یکی از بااستقامت‌ترین رجال ایران محسوب می‌شد. پس از مرگ به هیچ وجه مالی از او باقی نماند.
محمد ساعد مراغه‌ای در ۱۰ آبان ۱۳۵۲ در ۹۳ سالگی در تهران درگذشت.

## احمد کسرویو ساعد مراغه‌ای
ساعد مراغه نخست‌وزیر می‌بود. چند بار دیدم خودش گفت: «چگونگی را بنویسید و نام‌های بزهکاران را ببرید و بفرستید من بازرسی خواهم فرستاد.» این کار را کردیم و از او جز خاموشی دیده نشد. کاری که کرد دستور داد فرمانداری نظامی بی هیچ دستاویز قانونی روزنامه ما را جلو گرفت. آنهم آخرین کار اوست که بسر خود دستور به پستخانه فرستاده که از بردن و رسانیدن کتاب‌های «در پاسخ بدخواهان» و «داوری» خودداری کنند.
... ولی ببینید ساعد و هژیر و ممقانی و همدستانشان چه کردند؟! نشست وزیران برپا گردیده و چنین «تصمیمی» گرفت: «هرکه از پیروان کسروی ست باید در آذربایجان گزارده نشود» و این تصمیم خود را به دادور ـ آن کارکن بسیار کهن کمپانی ـ ابلاغ کردند و او به همان دستاویز به مردم آزارهایی بسیار کوچکی برخاست که در خور گفتگو هم نیست.
... در آغاز این سال که دو سه بار ساعد را دیدار کردم دیدم بیچاره درمانده به بیماری «واعظی» هم گرفتار است. بیچاره می‌پنداشت من از رازهای او و همکارانش آگاه نیستم و با یک لحن فیلسوفانه به سخن درآمده چنین می‌گفت: «البته باید با خرافات مبارزه کرد ولی حالا وقتش نیست». در دل خندیدم و گفتم: «راست می‌گویی. راست می‌گویی ای روسیاه». این یکی از بهانه‌های کهن ایشانست. یک روزی بود که در برابر جنبش مشروطه ایستاده بنام دلسوزی و پندآموزی به کارشکنی می‌کوشیدند و می‌گفتند: «برای ایران مشروطه حالا زود است»... آری وقت هر چیزی را اینان ـ این فیلسوفان ـ بهتر می‌شناسند. اینکه دیدید چادر و روبند را باز گردانیدند برای آنکه هنوز وقتش نبود که زنهای ایران همپای دیگر زنان باشند. اینکه دیدید با شاهکار خاینانه خود آبروی سپاه ایران را بردند برای آنکه وقتش نبود که ایران هم آبرویی در میان دیگران داشته باشد. اینکه دیدید به محمد رشید گردنکش استقلال دادند و دو سال هم هر ماهی دویست هزار ریال باج سبیل پرداختند، برای آنکه وقتش نبوده که ایران از خانخانی آزاد شود. همه این کارها فیلسوفانه بوده که آقای ساعد و همکارانش کرده‌اند…